# حادثة إطلاق نار مقر اليوتيوب
بتاريخ 3 أبريل 2018، في تمام الساعة 12:46 مساءا (وفقا لتوقيت المحيط الهادئ)، حدث إطلاق نار في المقر الرئيسي لموقع مشاركة الفيديوهات «يوتيوب» في سان برونو بولاية كاليفورنيا. كشفت التحقيقات بعد ذلك أن المقتحمة امرأة من  إيران تبلغ من العمر 38 إيرانية الجنسية  وتدعى نسيم نجفى أغدم. دخلت أغدام فناء الشركة من باب مرآب السيارات الخارجي وأطلقت عيارات نارية من مسدس نصف آلي من عيار «سميث آند ويسون» 9 ملم قبل أن تقتل نفسها.
نتج عن هذا الحادث إصابة ثلاثة أشخاص أحدهم بإصابة حرجة. صرَّحت شرطة سان برونو فيما بعد أن التحريات تدرس موقعا إلكترونيا تظهر فيه نفس المرأة تشكو فيه من سياسات يوتيوب الصارمة.
يعدّ هذا الحادث مثالا نادرا على حوادث إطلاق النيران ترتكبها امرأة فقط. في إحصائية أجراها مكتب التحقيق الفيدرالي (FBI) في عام 2014، أنه من أصل 160 عملية إطلاق بين عامي 2000 و 2013 ارتكبت النساء ستة حوادث فقط.

## الواقعة
في تمام الساعة 12:46 مساءا، تلقت شرطة سان برونو تقرير بحدوث إطلاق رصاص في المقر الرئيسي لشركة اليوتيوب. نفذت اقدم الاقتحام بمسدس نصف آلي من عيار سميث آند ويسون 9 ملم. نقلت مروحيات الهليكوبتر الإذاعية الحدث وصورت ثقوب الرصاص في الجدران والزجاج المكسور المنثور في ردهة الفناء. اختلفت التقارير الأولية عن سبب الحادث لكن كان أشهر الأسباب هو شجار بين عشقين. أقدمت نسيم على جريمة الانتحار قبل يومين من عيد ميلادها التاسع والثلاثين. يذكر تقرير الطبيب الشرعي أن اقدم ماتت من طلق ناري في القلب ولم تعثر على أي دليل على تعاطي المخدرات أو الكحول في نظامها.
تعاملت شرطة سان ماتيو وشرطة سان برونو المحلية مع الحادثة بحزم ونصحوا الجمهور بالابتعاد عن المنطقة. نشر العديد من موظفي يوتيوب وقائع الحادثة على مواقع التواصل الإجتماعي كالفيسبوك، تويتر وسناب شات.

## المقتحم
كشفت الشرطة في نفس اليوم عن هوية مرتكب الإقتحام فهي إمراة إيرانية تدعى نسيم نجفى اقدم (5 أبريل 1979 - 3 أبريل 2018)، ناشطة نباتية ومدربة لياقة. ولدت في أورميا، إيران، هاجرت إلى الولايات المتحدة مع عائلتها في عام 1996. تعتنق نسيم الديانة البهائية، واصفة إياها بالديانة النباتية. كانت نسيم دائمة الانتقاد للممارسات الثقافية في الشرق الأوسط وما يفعله المسلمين والبهائيين من أكل لحوم الحيوانات.
في عامها الثامن والثلاثون انتقلت للعيش مع جدتها في مقاطعة ريفرسايد بولاية كاليفورنيا، حيث بدأت بنشر فيديوهات تُعبّر فيها عن أفكارها على صفحاتها على الفيسبوك، والانستجرام، والتيليجرام واليوتيوب بأكثر من لغة كالفارسية، والأذرية، والإنجليزية والتركية. انتشرت أفكارها وأرائها سريعا وكونت شريحة عريضة من المتابعين في مختلف الدول بشكل عام وإيران بشكل خاص. انضمت قبل ذلك في احتجاج منظمة بيتا الرافض لاستخدام الخنازير في إجراءات تدريب قوات مشاة بحرية الولايات المتحدة لضحايا الصدمات.
اشترت نسيم مسدس سميث ووايسون عيار 9 ملم من تاجر أسلحة في سان دييغو يوم 16 يناير 2018 وقامت بترخيصه. تلقت الشرطة بلاغا من عائلة نسيم يوم 31 مارس 2018 بأنها مفقوده، أوضح الأب نقطة كرهها لليوتيوب وخوفهم من سفرها إلى مقرات المؤسسة.
في صباح اليوم السابق لوقوع الحادثة، وجد ضباط الشرطة نسيم نائمة في سيارتها في موقف سيارات بوول مارت في ماونتن فيو، على بعد 25 ميلاً (40 كم) جنوب مقر يوتيوب. لم يكن الضباط على دراية بمخاوف عائلتها وأنها تمثل تهديدا للمؤسسة. زارت نسيم ميدان الرماية في ذلك اليوم أيضا.

### الدافع
تعتقد الشرطة أن الدافع الذي جعل نسيم تطلق النيران هو استياءها من سياسات وإجراءات الرقابة على قنوات يوتيوب الخاصة بها. استدلت على ذلك بالشكاوى التي نشرتها نسيم على مواقع الإنترنت وأشهرها:
«قام اليوتيوب بتصفية قنواتي لمنعها من الحصول على المشاهدات».
«ما زالت عملية تدمير مقاطع الفيديو الخاصة بقناتي مستمرة من قبل اليوتيوب».

## الضحايا
استقبلت كلا من مستشفى سان فرانسيسكو العام والمركز الطبي لجامعة ستانفورد ضحايا الحادث الأربعة وهم:
- رجل يبلغ من العمر 36 عام في حالة حرجة.
- إمراة في عامها 32 في حالة مرضية.
- إمراة بعمر 27 سنة في حالة مستقرة.[42]
- إمراة مصاب بإلتواء الكاحل أثناء فرارها من المبنى.[2]

## ردود الأفعال
علق الرئيس الأمريكي دونالد ترامب على إطلاق النار عبر تويتر قائلا: 
«كل تعازينا وصلواتنا متضامنة مع جميع الأطراف المعنية. أشكر مسؤولي إنفاذ القانون والشرطة على رد فعلهم السريع».
أعرب العديد من الشخصيات العامة ورموز الدولة عن أسفهم الشديد تجاه الحادث وأسر المصابين أشهر هؤلاء هم نائب الرئيس مايك بنس، زعيم الأقلية في مجلس النواب الأمريكي نانسي بيلوسي والسيناتور ديان فاينشتاين.
علقت سوزان وجسيكي، الرئيسة التنفيذية لليوتيوب على تويتر مغردةً:
«لا توجد كلمات كافية لوصف مدى فظاعة أن يُطلق أحدهم الرصاص في مقر عملك. نشعر بإمتنان كبير للشرطة وقوات تنفيذ القانون على رد فعلهم السريع. قلبونا مع المصابين ونتمنى لهم الشفاء السريع».
نشر المدير التنفيذي ساندر بيتشاي لجوجل التغريدة وأرسل رسائل إلكترونية إلى موظفيه يصف فيه إطلاق النار بأنه «مأساة لا يمكن تصورها».
أدان تيم كوك وجيف بيزوس المديران التنفيذيان لكلا من شركة أبل وأمازون الحادث وقاموا بتعزية أسر المصابين. دعا كلا من الرئيس التنفيذي لمؤسسة تويتر جاك دورسي، الرئيس التنفيذي لشركة أوبر دارا خسروشاهی والرئيس التنفيذي لشركة بوكس آرون ليفي إلى تشريع قانون للتحكم في انتشار السلاح.
أدان المركز البهائي الوطني حادثة إطلاق الرصاص وقدم التعازي إلى المصابين.

## وصلات خارجية
- الصفحة الشخصية لنسيم نجفى اقدم.
- الصفحة الشخصية لنسيم نجفي اقدم- دايلي موشن.
- فيديوهات نسيم اقدم على الأنترنت- دايلي موشن

فيديوهات
- حادثة اقتحام اليوتيوب
- الساعات الأخيرة لنسيم قبل عملية إطلاق النيران
- إنتحار مقتحم اليوتيوب